# Giulia Iotapa I
Giulia Iotapa I (greco: Ιούλια Ἰωτάπη α'; Commagene, 10 circa – 70 circa) è stata una nobile romana.
Era figlia di Antioco III di Commagene e di Iotapa, e sorella di Antioco IV di Commagene. Quando il padre morì nel 17, lei era ancora molto giovane ed acquistò la cittadinanza romana più il nome di Giulia dopo che il regno di Commagene entrò nell'orbita di Roma. Dal 17 al 38 visse a Roma con il fratello, ospitati da Antonia, figlia di Marco Antonio.
Nel 38 Caligola nominò re di Commagene Antioco IV, a cui fece sposare la sorella. Dall'unione nacquero Gaio Giulio Archelao Antioco Epifane, Callinico e Giulia Iotapa (II).
Iotapa morì prima del 72, ed il marito fondò in suo onore la città di Iotape (ora Aytap, in Turchia). Sono state rinvenute monete dell'epoca con l'iscrizione ‘ΒΑΣΙΛΙΣΣΑ  ΙΩΤΑΠΗ ΦΙΛΑΔΕΛΦΟΣ', cioè ‘REGINA IOTAPA FILADELFIA’, a dimostrazione del matrimonio con Antioco IV.